# Futebol de 5 nos Jogos Paralímpicos de Verão de 2016
As competições de futebol de 5 nos Jogos Paraolímpicos de Verão de 2016 foram disputadas entre os dias 9 de setembro e 17 de setembro no Centro Olímpico de Tênis, no Rio de Janeiro.
O futebol de 5 é disputado por duas equipes de 5 jogadores cada. Todos os atletas possuem algum tipo de deficiência visual e usam vendas nos olhos para haver igualdade de condições. Apenas os goleiros têm a visão preservada. A bola possui guizos e cada equipe tem um guia que se posiciona atrás da meta adversária para orientar os jogadores. Apenas o torneio masculino é reconhecido pela IBSA e desde Atenas 2004, o evento faz parte do programa dos Jogos.

## Calendário
| Setembro     | 7 | 8 | 9 | 10 | 11 | 12 | 13 | 14 | 15 | 16 | 17 | 18 |
| ------------ | - | - | - | -- | -- | -- | -- | -- | -- | -- | -- | -- |
| Futebol de 5 |   |   |   |    |    |    |    |    |    |    | 1  |    |

|  | Dia de competição |  | Dia de final |

## Qualificação
| Competição                                          | Data                                 | Sede                  | Vagas | Classificados           |
| --------------------------------------------------- | ------------------------------------ | --------------------- | ----- | ----------------------- |
| País-sede                                           |                                      |                       | 1     | BRA Brasil              |
| Campeonato Mundial IBSA de futebol de cinco de 2014 | 13 – 25 de novembro de 2015          | Tóquio, Japão         | 1     | ARG Argentina           |
| Campeonato Asiático de futebol de cinco 2015        | 30 de agosto – 7 de setembro de 2015 | Tóquio, Japão         | 2     | CHN China IRI Irã       |
| Campeonato Europeu de futebol de cinco de 2015      | 22 – 29 de Agosto de 2015            | Hereford, Reino Unido | 2     | TUR Turquia ESP Espanha |
| Jogos Parapan-Americanos de 2015                    | 8 – 15 de agosto de 2015             | Toronto, Canadá       | 1     | MEX México              |
| Campeonato Africano de futebol de cinco de 2015     | 16 – 25 de outubro de 2015           | Douala, Camarões      | 1     | MAR Marrocos            |
| Total                                               |                                      |                       | 8     |                         |

## Medalhistas
|  | BRA Brasil |  | IRI Irã |  | ARG Argentina |
|  | Damião Robson Tiago da Silva Cássio Lopes dos Reis Jeferson da Conceição Raimundo Nonato Alves Ricardo Alves Marcos Alves Felipe Maurício Dumbo Luan de Lacerda Vinícius Tranchezzi |  | Amir Pourrazavi Behzad Zadaliasghari Mohammad Heidari Rasool Baseri Ahmadreza Shahhosseini Hossein Rajabpour Mohammadreza Mehninasab Sadegh Rahimighasr Akbar Shoushtari Meysam Shojaeiyan |  | Federico Accardi Angel Deldo Froilan Padilla David Peralta Lucas Rodriguez Silvio Velo Maximiliano Espinillo Nicolas Veliz Dario Lencina German Muleck |

## Convocações
Cada uma das equipes participantes enviou 10 atletas, sendo que 8 deles possuem algum grau de cegueira, enquanto que os outros 2 são goleiros que possuem visão normal. Essa é a primeira edição dos Jogos Paralímpicos que os goleiros também receberão medalhas.

## Primeira fase
Todos as partidas seguem o horário do Rio (UTC-3).

### Grupo A
| Equipe       | P | J | V | E | D | GP | GC | SG |
| ------------ | - | - | - | - | - | -- | -- | -- |
| BRA Brasil   | 7 | 3 | 2 | 1 | 0 | 5  | 1  | +4 |
| IRI Irã      | 5 | 3 | 1 | 2 | 0 | 2  | 0  | +2 |
| TUR Turquia  | 2 | 3 | 0 | 2 | 1 | 1  | 3  | -2 |
| MAR Marrocos | 1 | 3 | 0 | 1 | 2 | 2  | 6  | -4 |

|  | Classificados às semifinais |
|  | Eliminados                  |

| 09 de setembro de 2016 | Brasil BRA                                | 3 - 1     | MAR Marrocos | Centro Olímpico de Tênis, Rio                  |
| 09:00                  | Ricardinho 31' · Jefinho 36' · Nonato 36' | Relatório | Hattab 13'   | Público: 2 569 Árbitro: ARG Mariano Travaglino |

| 09 de setembro de 2016 | Turquia TUR | 0 - 0     | IRI Irã | Centro Olímpico de Tênis, Rio             |
| 16:00                  |             | Relatório |         | Público: 2 811 Árbitro: BRA Lúcio Morgado |

| 11 de setembro de 2016 | Marrocos MAR | 0 - 2     | IRI Irã                           | Centro Olímpico de Tênis, Rio                  |
| 09:00                  |              | Relatório | Rajabpour 13' · Zadaliasghari 14' | Público: 2 374 Árbitro: ARG Mariano Travaglino |

| 11 de setembro de 2016 | Brasil BRA                        | 2 - 0     | TUR Turquia | Centro Olímpico de Tênis, Rio                 |
| 16:00                  | Ricardinho 13' · Cássio 37' (pen) | Relatório |             | Público: 2 596 Árbitro: FRA Francois Carcouet |

| 13 de setembro de 2016 | Brasil BRA | 0 - 0     | IRI Irã | Centro Olímpico de Tênis, Rio                  |
| 09:00                  |            | Relatório |         | Público: 2 355 Árbitro: ARG Mariano Travaglino |

| 13 de setembro de 2016 | Marrocos MAR | 1 - 1     | TUR Turquia | Centro Olímpico de Tênis, Rio               |
| 16:00                  | Snisla 27'   | Relatório | Ocal 25'    | Público: 1 933 Árbitro: BRA Germi Guimarães |

### Grupo B
| Equipe        | P | J | V | E | D | GP | GC | SG |
| ------------- | - | - | - | - | - | -- | -- | -- |
| ARG Argentina | 7 | 3 | 2 | 1 | 0 | 3  | 0  | +3 |
| CHN China     | 7 | 3 | 2 | 1 | 0 | 3  | 0  | +3 |
| ESP Espanha   | 3 | 3 | 1 | 0 | 2 | 1  | 2  | -1 |
| MEX México    | 0 | 3 | 0 | 0 | 3 | 0  | 5  | -5 |

|  | Classificados às semifinais |
|  | Eliminados                  |

| 09 de setembro de 2016 | Espanha ESP | 0 - 1     | CHN China   | Centro Olímpico de Tênis, Rio               |
| 11:00                  |             | Relatório | Z. Wang 43' | Público: 2 569 Árbitro: BRA Germi Guimarães |

| 09 de setembro de 2016 | Argentina ARG           | 2 - 0     | MEX México | Centro Olímpico de Tênis, Rio               |
| 20:00                  | Espinillo 2' · Velo 15' | Relatório |            | Público: 3 065 Árbitro: BRA Germi Guimarães |

| 11 de setembro de 2016 | Argentina ARG | 1 - 0     | ESP Espanha | Centro Olímpico de Tênis, Rio             |
| 11:00                  | Veliz 29'     | Relatório |             | Público: 2 374 Árbitro: BRA Lúcio Morgado |

| 11 de setembro de 2016 | China CHN           | 2 - 0     | MEX México | Centro Olímpico de Tênis, Rio               |
| 20:00                  | Wei 6' · Y. Wang 9' | Relatório |            | Público: 3 099 Árbitro: BRA Germi Guimarães |

| 13 de setembro de 2016 | China CHN | 0 - 0     | ARG Argentina | Centro Olímpico de Tênis, Rio                 |
| 11:00                  |           | Relatório |               | Público: 2 355 Árbitro: FRA Francois Carcouet |

|              |       | Penalidades     |  |
| Wei Wang Lin | 1 – 2 | Espinillo Veliz |  |

| 13 de setembro de 2016 | México MEX | 0 - 1     | ESP Espanha | Centro Olímpico de Tênis, Rio            |
| 20:00                  |            | Relatório | Acosta 14'  | Público: 3 080 Árbitro: BRA Rafael Glock |

## Fase de consolação

### Disputa pelo 7º lugar
| 15 de setembro de 2016 | Marrocos MAR | 0 - 2     | MEX México                      | Centro Olímpico de Tênis, Rio            |
| 09:00                  |              | Relatório | Larzagorta 42' · de la Cruz 49' | Público: 971 Árbitro: GER Christian Jung |

### Disputa pelo 5º lugar
| 15 de setembro de 2016 | Turquia TUR | 0 - 0     | ESP Espanha | Centro Olímpico de Tênis, Rio           |
| 11:00                  |             | Relatório |             | Público: 971 Árbitro: GER Stuart Winton |

|                  |       | Penalidades               |  |
| Sumer Satay Ocal | 1 – 0 | El Haddaoui Munoz Garrido |  |

## Fase final
|  | Semifinais | Semifinais    | Semifinais |  |  | Final               | Final               | Final               |
|  |            |               |            |  |  |                     |                     |                     |
|  | A1         | BRA Brasil    | 2          |  |  |                     |                     |                     |
|  | B2         | CHN China     | 1          |  |  |                     |                     |                     |
|  |            |               |            |  |  | A1                  | BRA Brasil          | 1                   |
|  |            |               |            |  |  | A2                  | IRI Irã             | 0                   |
|  | B1         | ARG Argentina | 0 (1)      |  |  |                     |                     |                     |
|  | A2         | IRI Irã       | 0 (2)      |  |  | Disputa pelo bronze | Disputa pelo bronze | Disputa pelo bronze |
|  |            |               |            |  |  | B2                  | CHN China           | 0 (0)               |
|  |            |               |            |  |  | B1                  | ARG Argentina       | 0 (1)               |

### Semifinais
| 15 de setembro de 2016 | Brasil BRA       | 2 - 1     | CHN China | Centro Olímpico de Tênis, Rio                  |
| 16:00                  | Jefinho 20', 30' | Relatório | Wang 14'  | Público: 3 026 Árbitro: ARG Mariano Travaglino |

| 15 de setembro de 2016 | Argentina ARG | 0 - 0     | IRI Irã | Centro Olímpico de Tênis, Rio             |
| 20:00                  |               | Relatório |         | Público: 2 907 Árbitro: BRA Lúcio Morgado |

|                      |       | Penalidades              |  |
| Espinillo Velo Veliz | 1 – 2 | Rahimighasr Shahhosseini |  |

### Disputa pelo bronze
| 17 de setembro de 2016 | China CHN | 0 - 0     | ARG Argentina | Centro Olímpico de Tênis, Rio               |
| 14:00                  |           | Relatório |               | Público: 2 900 Árbitro: BRA Germi Guimarães |

|              |       | Penalidades    |  |
| Wei Liu Wang | 0 – 1 | Espinillo Velo |  |

### Final
| 17 de setembro de 2016 | Brasil BRA     | 1 - 0     | IRI Irã | Centro Olímpico de Tênis, Rio                  |
| 17:00                  | Ricardinho 12' | Relatório |         | Público: 3 118 Árbitro: ARG Mariano Travaglino |

## Classificação final
| Pos.   | País          |
| ------ | ------------- |
| Ouro   | BRA Brasil    |
| Prata  | IRI Irã       |
| Bronze | ARG Argentina |
| 4      | CHN China     |
| 5      | TUR Turquia   |
| 6      | ESP Espanha   |
| 7      | MEX México    |
| 8      | MAR Marrocos  |

| Jogos Paralímpicos de Verão de 2016    |
| -------------------------------------- |
| Brasil Medalha de ouro (quarto título) |

## Artilharia
| 3 gols (2) - BRA Jefinho - BRA Ricardinho 2 gols (1) - CHN Yafeng Wang 1 gol (15) - ARG Maximiliano Espinillo - ARG Nicolas Veliz - ARG Silvio Velo | 1 gol (continuação) - BRA Cássio - BRA Nonato - CHN Jiansen Wei - CHN Zhoubin Wang - ESP Adolfo Acosta - IRI Behzad Zadaliasghari - IRI Hossein Rajabpour - MAR Abderrazak Hattab - MAR Zouhair Snisla | 1 gol (continuação) - MEX Jorge Lanzagorta - MEX Rubicel de la Cruz - TUR Emrah Ocal |